# Macroclinium
Macroclinium là một chi thực vật có hoa trong họ, Orchidaceae.